# Colina de las Cruces

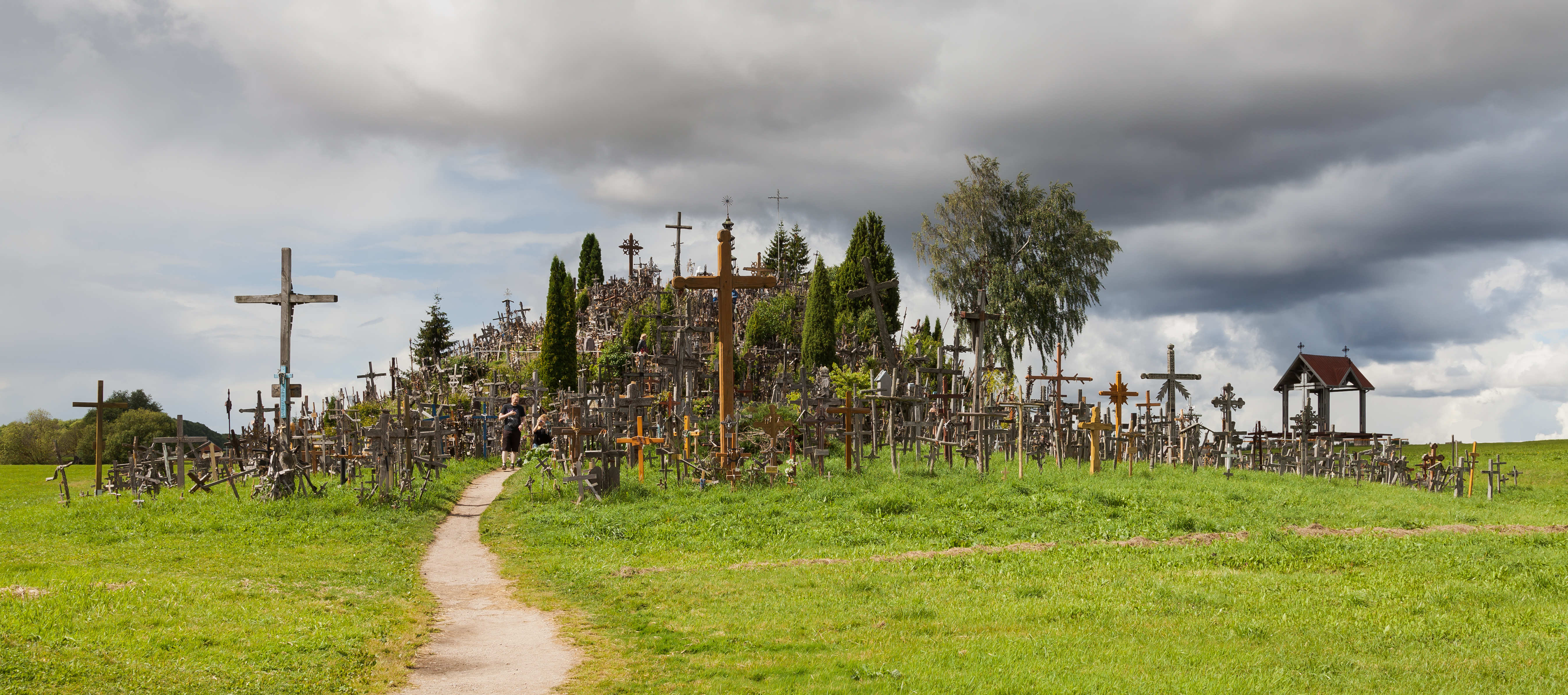
Vista general de la Colina de las Cruces.

La Colina de las Cruces (en lituano: Kryziu Kalnas), es un santuario en Lituania a 12 kilómetros de la ciudad de Šiauliai, en la carretera que va de Kaliningrado a Riga. Es una colina en el que gran número de cruces han sido colocadas a lo largo del tiempo por parte de los católicos. El número de las cruces era alrededor de unas cien mil cruces en el año 2006.
En la actualidad, en la Colina de las Cruces se pueden encontrar diferentes tipos de cruces: de enormes cruces de madera de hasta varios metros, hasta crucifijos pectorales, así como imágenes de santos y efigies de la Virgen María. 
No se conoce con precisión el inicio de la colocación de estas cruces. Algunos investigadores creen que antes de la cristianización de Lituania (siglo XIV) la colina era lugar de culto pagano. Después de la conversión de los lituanos al catolicismo, continuaron por mucho tiempo  vestigios del paganismo en la cultura local, a menudo fusionándose con preceptos católicos. Un ejemplo de esta mezcla sería la instalación de cruces cristianas en un antiguo emplazamiento de los rituales paganos. Si esta versión es cierta, la Colina de las Cruces es tan antigua como el catolicismo lituano. 
Según otra versión, la Colina de las Cruces surgió cuando se establecieron cruces en honor a los lituanos muertos durante la represión de las autoridades zaristas del Imperio Ruso tras la insurrección de 1831. Cuando los familiares de los patriotas no podían recuperar su cuerpo, colocaban una cruz en la colina donde había habido un fuerte en la cima. 
Sin importar cual versión sea auténtica, con el tiempo, el lugar se fue convirtiendo en un lugar de identidad religiosa, nacional y cultural, especialmente en los momentos de mayor represión hacia Lituania por parte de la Rusia zarista y la Unión Soviética.
Durante la era soviética, desde 1963 hasta 1990, se hicieron cuatro intentos fallidos para destruir el lugar de culto, además de un supuesto plan para inundar el lugar mediante una presa. Tras cada intento de arrasar el lugar con aplanadoras, los fieles volvían a erigir cruces en el mismo lugar.
El Papa Juan Pablo II puso una cruz durante su visita a Lituania el 7 de septiembre de 1993. Este gesto hizo famosa a la Colina de las Cruces en todo el mundo católico, lo que llevó a un aumento significativo de la asistencia de peregrinos y turistas.
Desde el año 2000, hay una eremita franciscana vecina a la colina. Sin embargo, como la colina no entra bajo la jurisdicción de la iglesia católica, los fieles pueden ir y colocar las cruces como lo deseen.
El cardenal Vincentas Sladkevičius ha descrito la colina como el «corazón de Lituania abierto al Altísimo»

## Galería de imágenes

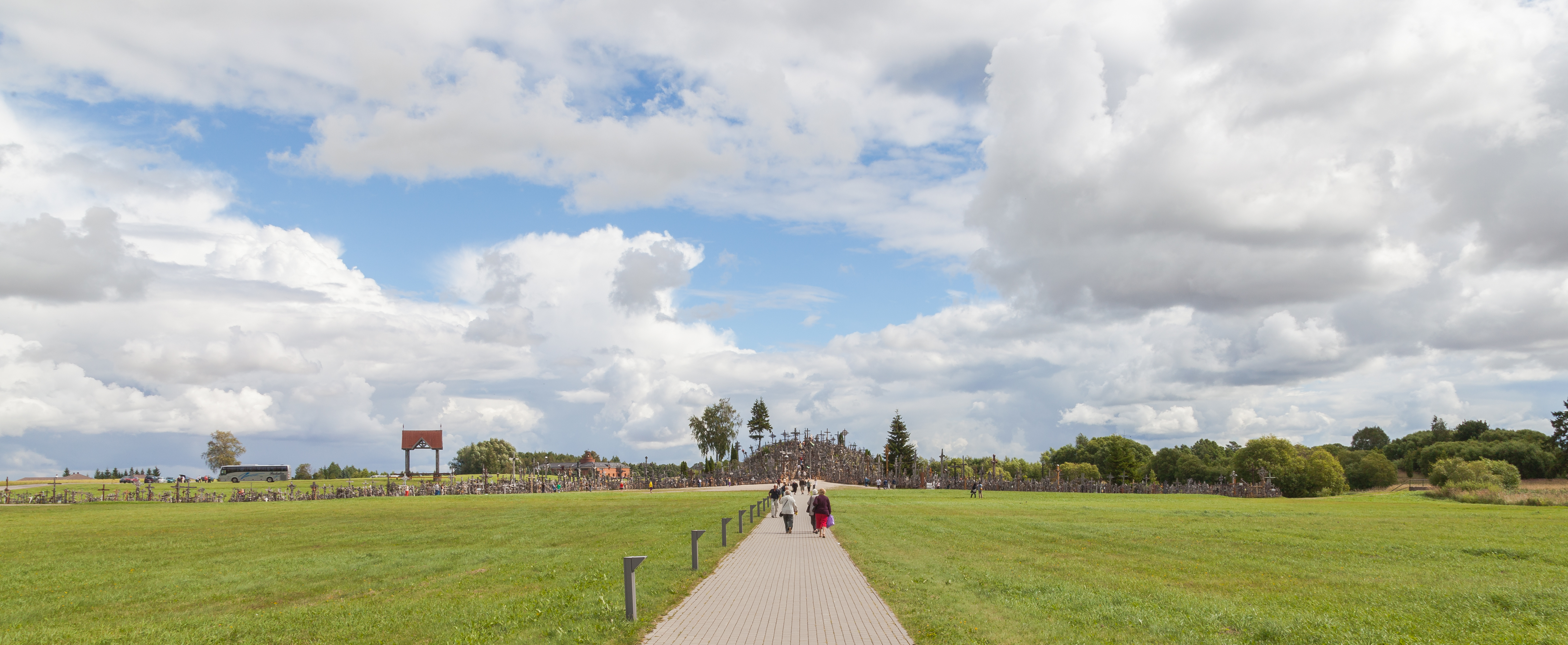
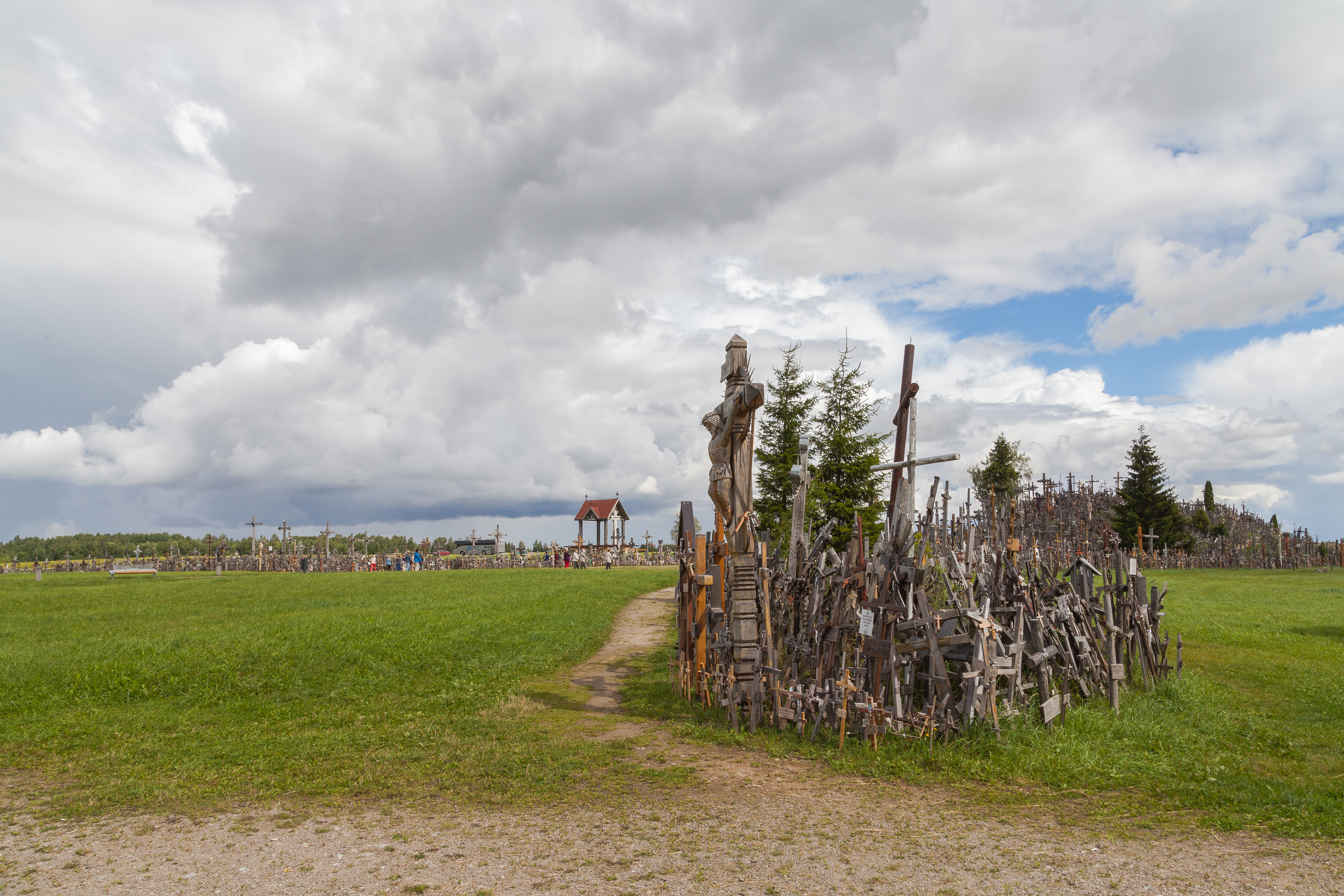
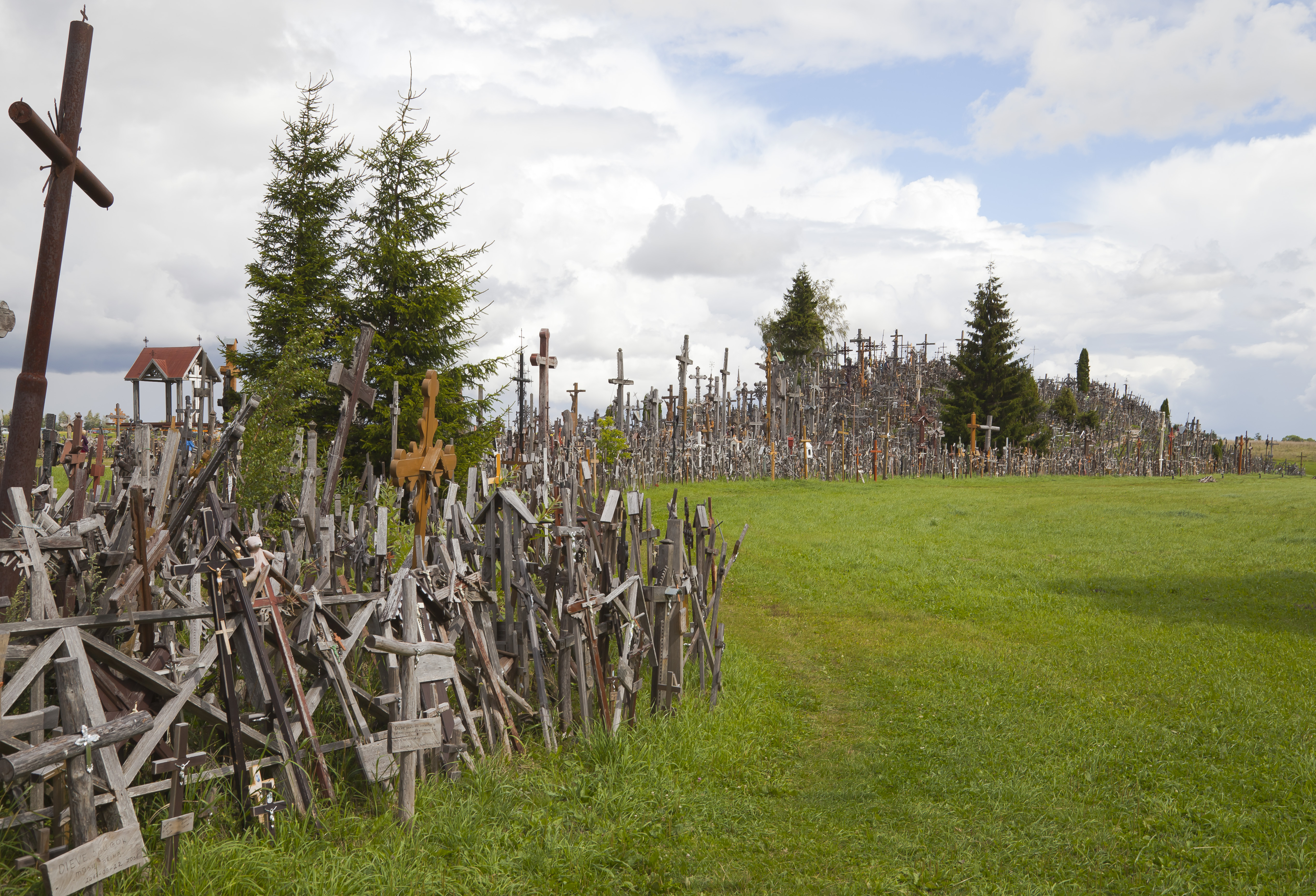
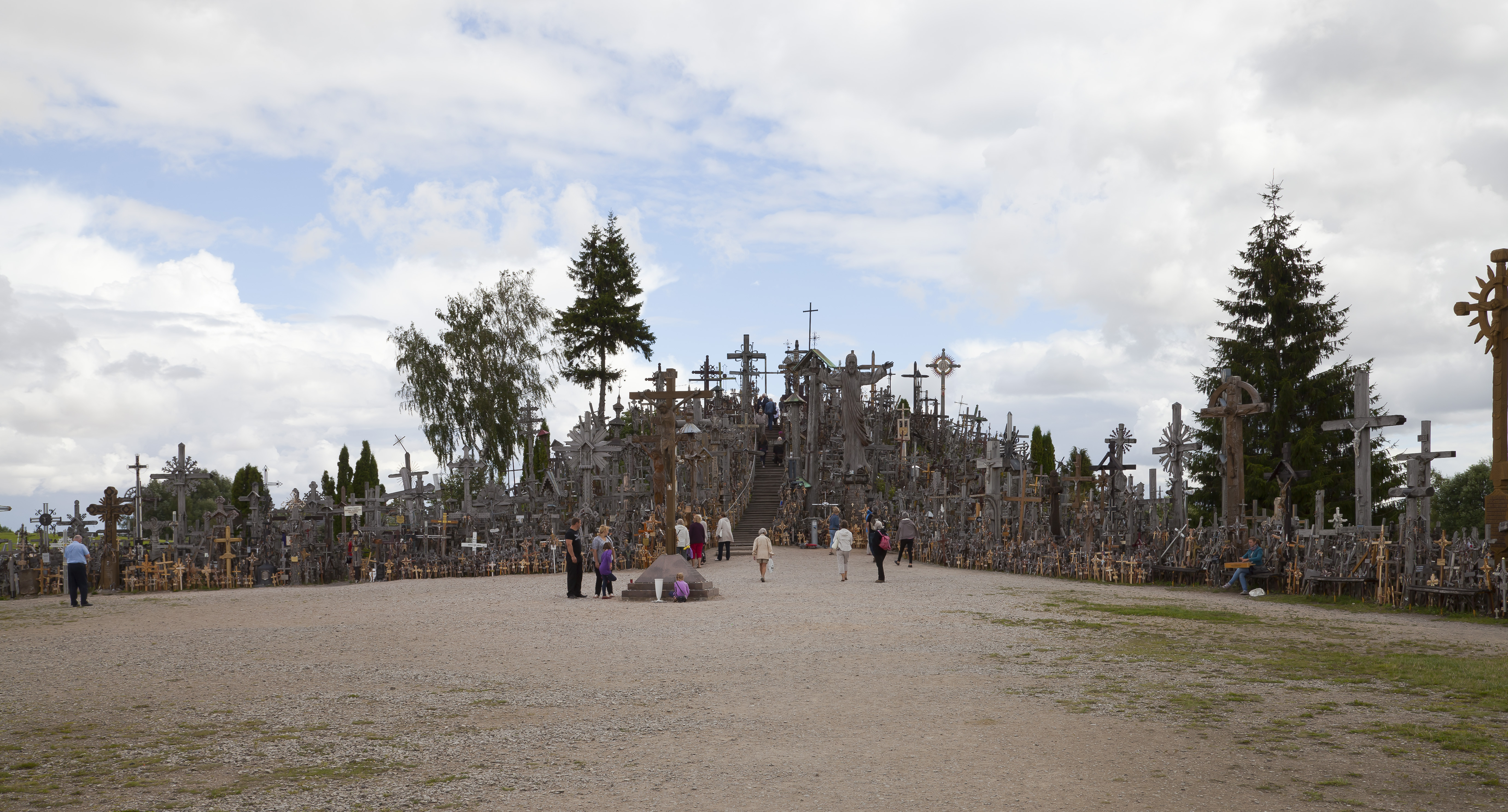
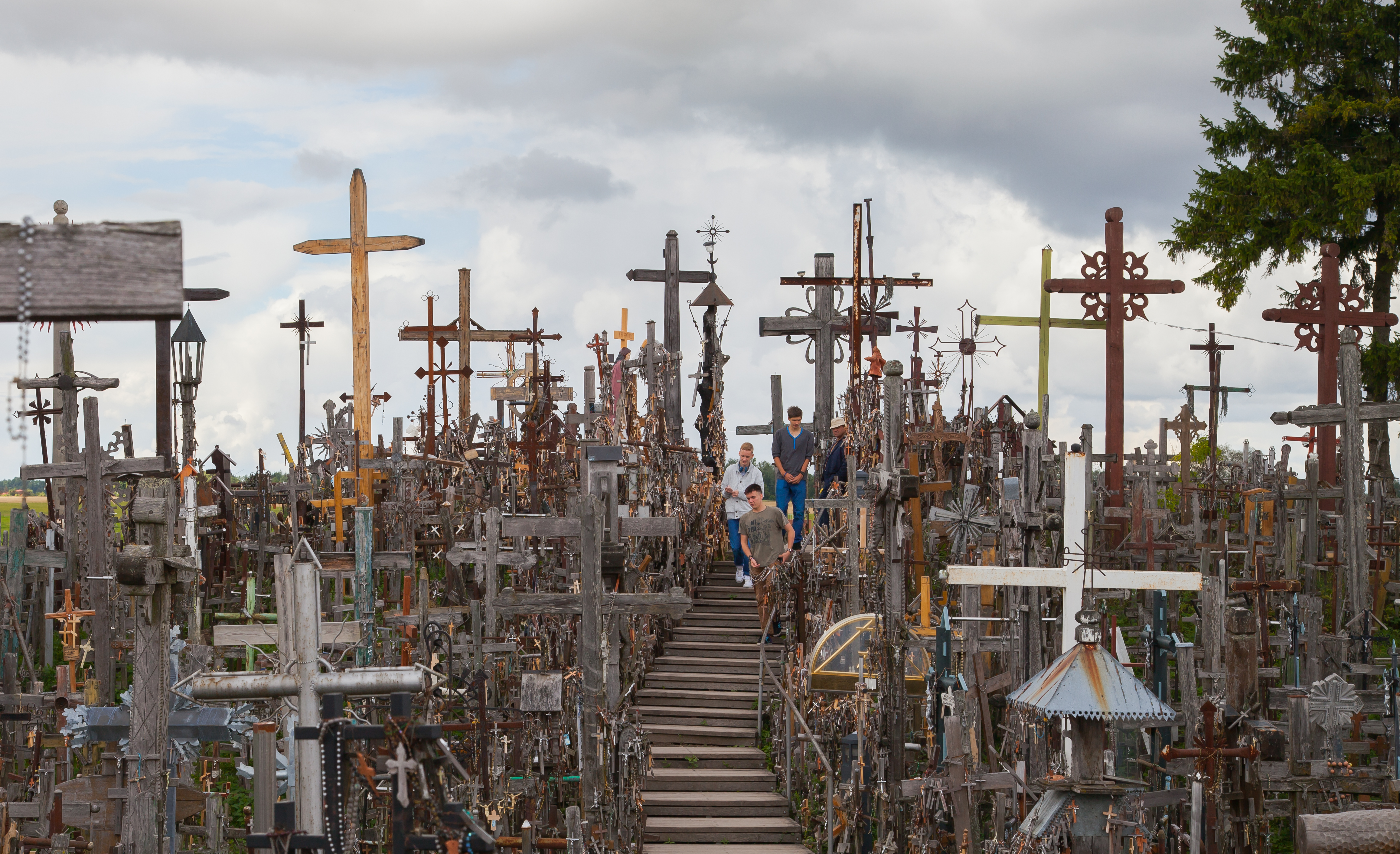
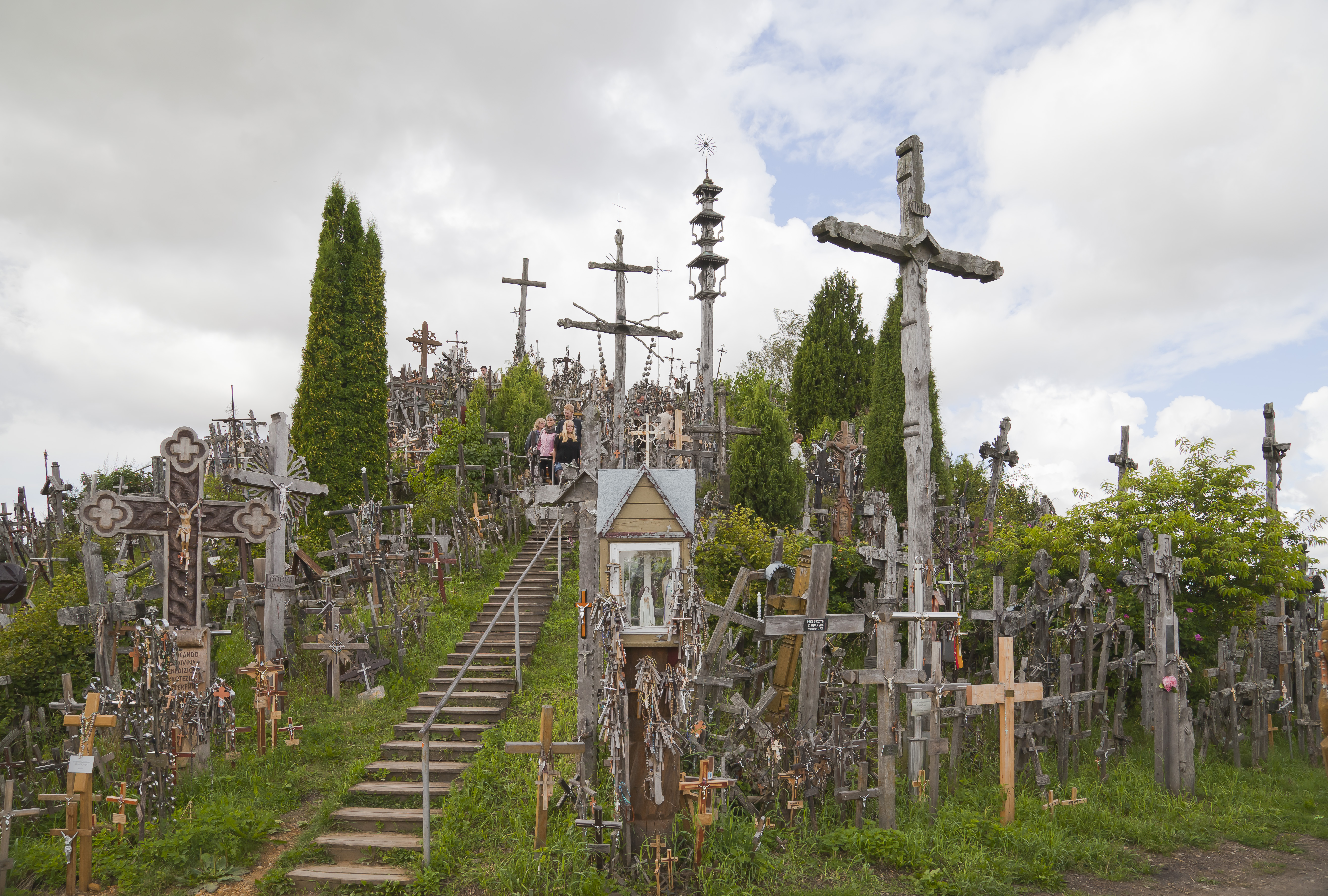
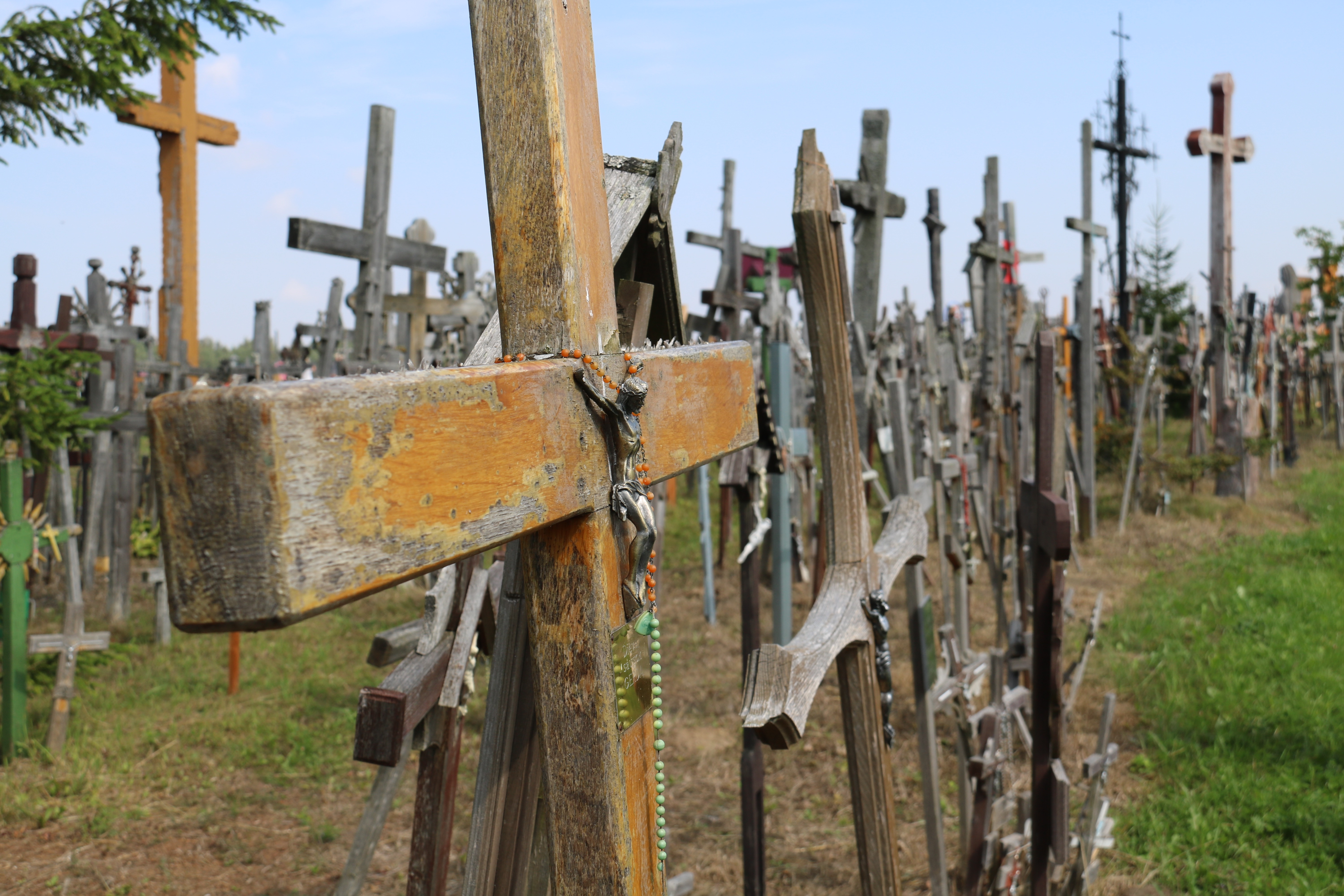